# Tân Hebrides

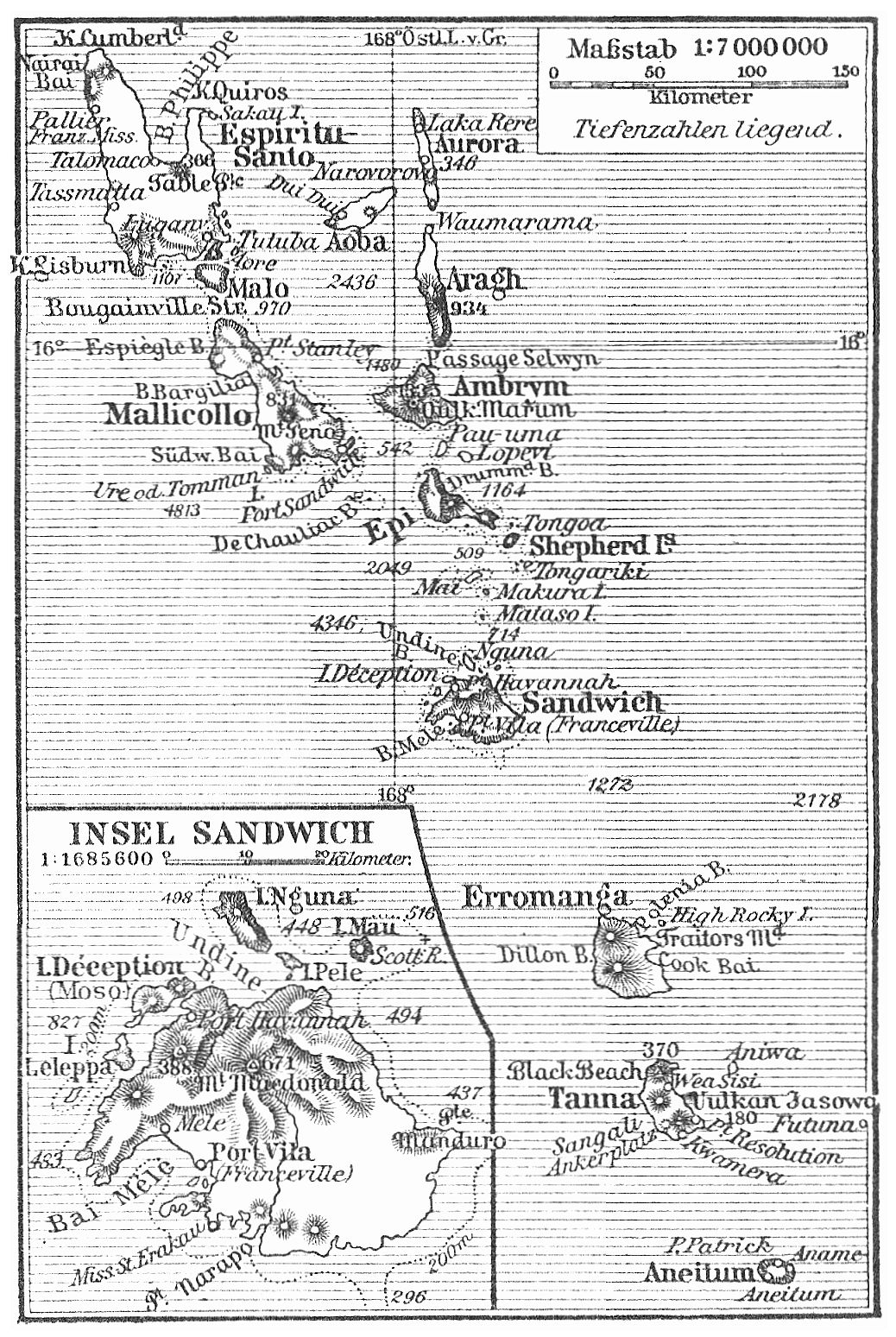
Bản đồ Tân Hebrides, 1905

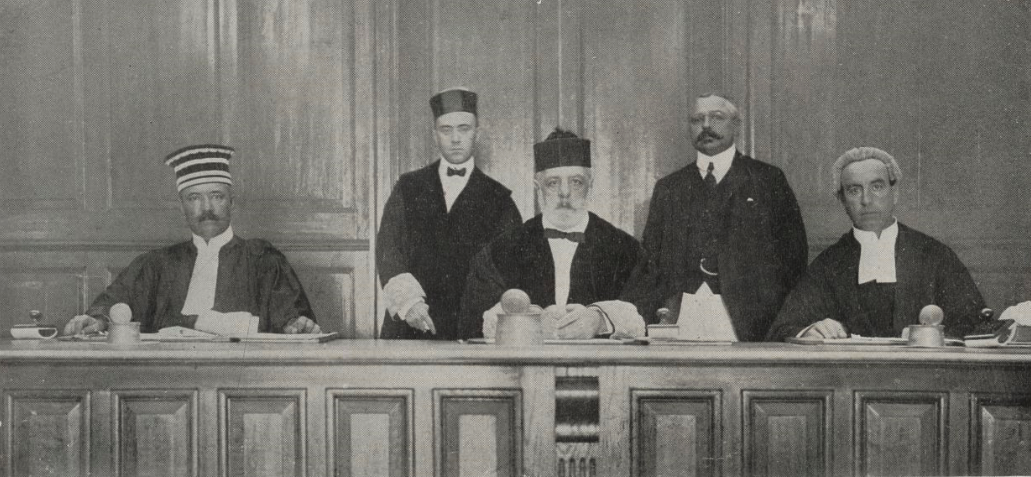
Tòa án chung năm 1914

Tân Hebrides (tiếng Anh: New Hebrides, tiếng Pháp: Nouvelles-Hébrides) là tên thuộc địa của một quần đảo ở Nam Thái Bình Dương mà hiện nay là nước Vanuatu. Tân Hebrides bị đô hộ bởi cả Vương quốc Anh và Pháp vào thế kỷ thứ 18, một thời gian ngắn sau khi Thuyền trưởng James Cook đặt chân lên đảo. Hai quốc gia này sau đó đã ký một thỏa thuận biến quần đảo thành một lãnh thổ công quản tồn tại từ năm 1906 đến năm 1980, khi Tân Hebrides giành được độc lập và đổi thành tên gọi Vanuatu.
Tân Hebrides bị chia thành hai cộng đồng riêng biệt — một nhóm nói tiếng Anh và nhóm kia nói tiếng Pháp. Sự phân chia này thậm chí vẫn diễn ra sau khi giành được độc lập, với những trường học hoặc dạy tiếng Anh hoặc dạy tiếng Pháp và sự phân chia giữa các đảng phái chính trị thành hai bên: một bên cổ vũ việc sử dụng tiếng Anh, bên còn lại cổ vũ việc sử dụng tiếng Pháp.
Dưới chế độ công quản, Tân Hebrides điều hành dưới hai hệ thống luật khác nhau. Công dân Pháp ở đảo theo luật Pháp, còn công dân Anh theo luật Anh. Mọi cư dân trên đảo có thể chọn theo luật Pháp hoặc luật Anh theo mong muốn, hoặc cũng có thể là công dân của Pháp hoặc Anh. Cả hai nước đều được đại diện bởi một Ủy viên hội đồng vùng, tương tự như một Toàn quyền thuộc địa. Vì thế, chế độ này bị chỉ trích, đặc biệt là bởi phía Anh.